# 박살천사 도쿠로
《박살천사 도쿠로》(일본어: 撲殺天使ドクロちゃん 보쿠사쓰텐시 도쿠로찬[*])는 오카유 마사키(おかゆまさき)의 라이트 노벨로, 일본에서 OVA 애니메이션으로도 제작되었다. 대한민국에서는 9권까지 출판하였다. 만화책으로는 3권까지 출판된 상태다.

## 줄거리
성 게르니카 학원에 다니는 중학교 2학년 쿠사카베 사쿠라의 집에 어느날 도쿠로라는 이름의 천사가 찾아온다. 그녀는 천사답지 않게 에스칼리볼그라는 뿔이 솟아나있는 방망이로 그를 박살내고 사쿠라의 생활은 엉망진창이 되어버린다. 하지만 그것은 훗날 사쿠라가 로리콘 세계로 만들기 위해 세상의 모든 여성을 12살에서 멈추게 하는 불로불사의 약을 만드는 걸 막기 위한 것이었는데...

## 출판정보

### 일본어
撲殺天使ドクロちゃん ISBN 4-8402-2392-0
撲殺天使ドクロちゃん2 ISBN 4-8402-2490-0
撲殺天使ドクロちゃん3 ISBN 4-8402-2637-7
撲殺天使ドクロちゃん4 ISBN 4-8402-2784-5
撲殺天使ドクロちゃん5 ISBN 4-8402-2994-5
撲殺天使ドクロちゃん6 ISBN 4-8402-3143-5
撲殺天使ドクロちゃん7 ISBN 4-8402-3343-8
撲殺天使ドクロちゃん8 ISBN 4-8402-3548-1
撲殺天使ドクロちゃん9 ISBN 4-8402-3756-5

### 한국어
박살천사 도쿠로 1; ISBN 89-528-9481-2
박살천사 도쿠로 2; ISBN 89-528-9597-5
박살천사 도쿠로 3; ISBN 89-528-9805-2
박살천사 도쿠로 4; ISBN 89-528-9806-0
박살천사 도쿠로 5; ISBN 89-528-9807-9
박살천사 도쿠로 6; ISBN 89-252-0219-0
박살천사 도쿠로 7; ISBN 89-252-0623-4
박살천사 도쿠로 8; ISBN 89-252-1788-0
박살천사 도쿠로 9; ISBN 89-252-2201-9

## 캐릭터

### 인간
쿠사카베 사쿠라 (일본어: 草壁 桜 구사카베 사쿠라[*])
성우:타카기 레이코(일본어: 高木 礼子)(애니메이션)
성 게르니카 학원에 다니는 평범한 중학생이었지만 미래에서 천사 도쿠로가 찾아오면서 그의 생활은 엉망이 된다. 생물 시험은 100점을 맞을 정도로 잘하는 그의 특기인 과목이지만 그것때문에 미래에 로리콘 세계를 만들기 위해 불로불사의 약을 만들게 되고 그로 인해 천사조직 루루티에의 암살대상이 된다.
미나카미 시즈키 (일본어: 水上静希)
성우:카와스미 아야코(일본어: 川澄 綾子)(애니메이션)
사쿠라의 소꿉친구. 사쿠라가 좋아하는 소녀.
미나미 (南さん)
성우:타카기 레이코 (일본어: 高木 礼子)(애니메이션)
사쿠라의 클래스 메이트 여학생.
오노 치에리 (일본어: 小野ちえり 오노 지에리[*])
성우:노토 마미코(일본어: 能登 麻美子)(애니메이션)
게르니카 학원의 도서부원으로 사쿠라와 도쿠로 덕에 좋아하는 남자와 사귈 수 있게 된다.

### 천사
미츠카이 도쿠로 (일본어: 三塚井ドクロ 미쓰카이 도쿠로[*])
성우: 치바 사에코
미래에서 사쿠라를 암살하라는 밀명을 받고 과거로 왔지만 다른 방식으로 미래를 바꾸고자 하고 학교생활에 동화되어가는 천사.
미하시고 사바토 (일본어: 三橋檎サバト)
성우: 쿠기미야 리에
도쿠로가 사쿠라를 죽이지 않자 루루티에가 파견한 천사. 사쿠라를 싫어하고 있다.
미츠카이 자쿠로 (일본어: 三塚井ザクロ 미쓰카이 자쿠로[*])
성우: 와타나베 아케노
도쿠로의 동생. 애꾸눈으로 빵모자에 안대를 두르고 있다.
쟌스 (ザンス)
성우: 토비타 노부오
폭주족 같은 패션에 폭주족 같은 헤어스타일을 하고 있는 남자 천사. 말끝마다 ~쟌스를 붙이는 게 특징.
바벨 (バベルちゃん)
성우: 오하라 사야카
사바토의 어머니로 루루티에의 의장을 맡고 있다.